# Praça Onze
Praça Onze – stacja metra w Rio de Janeiro, na linii 1. Zlokalizowana jest pomiędzy stacjami Central i Estácio. Została otwarta 15 marca 1979.